# Hans Werner Olm

Hans Werner Olm (2008)

Hans Werner Olm (* 1. Februar 1955 in Bochum) ist ein deutscher Kabarettist, Schauspieler, Sänger und Synchronsprecher.

## Leben
Der gelernte Konditor zog 1975 nach Berlin und trat dort als Kabarettist in Clubs auf. Im Jahr 1976 gründete er zusammen mit Jürgen von der Lippe, Beppo Pohlmann, Harald Gribkowsky und Hans Marquardt die Gebrüder Blattschuss. Die Gruppe veröffentlichte 1976 ihre ersten Blödelsongs – bekannte Melodien wurden mit neuen Texten unterlegt. Danach war er als freier Stand-up-Comedian tätig und machte mit diversen Fernsehauftritten und Filmen, unter anderem mit Mike Krüger und Thomas Gottschalk in der Komödie Zwei Nasen tanken Super, auf sich aufmerksam. Zwischen 1983 und 1986 war er Gagschreiber, Redakteur und Moderator für die Sendung Guten Morgen Deutschland bei Radio Luxemburg. In den kommenden Jahren machte er sich mit Soloprogrammen, Fernsehauftritten und eigenen TV-Shows einen Namen.
Im April 2002 startete Olm eine eigene wöchentliche Fernseh-Personality-Show, OLM! bei RTL. Seine Darstellung außergewöhnlicher Charaktere wie Paul Schrader und Luise Koschinsky brachte ihm Popularität ein und wurde im Jahr 2004 mit dem Deutschen Comedypreis ausgezeichnet. Dennoch wurde die Sendung von RTL abgesetzt. Ab dem 15. Januar 2006 lief auf ProSieben Olm unterwegs über einige Wochen. Dort spielte er verschiedene Figuren, beispielsweise die Unternehmer Gunther Terbrüggen und Paul Schrader, den singenden Hippie Iff, die schroffe Luise Koschinsky oder den Bademeister Bernd.
Er hatte Gastrollen in TV-Serien wie Alarm für Cobra 11 – Die Autobahnpolizei,  Familie Heinz Becker  und Adelheid und ihre Mörder. Zudem ist Olm Gast in der Sesamstraße.
Auftritte hatte er auch in den TV-Shows Die Comedy-Falle, Nachgetreten, Genial daneben, Sketch-Attack, Frei Schnauze, Promi Quiz Taxi, Voll witzig, Veronas Welt, Peep!, Riverboat, Ottis Schlachthof, RTL Samstag Nacht, Lippes Lachmix, Wie bitte?!, Mike Krüger Show und in der Comedyserie Dittsche.

## Wirken

### Musiker

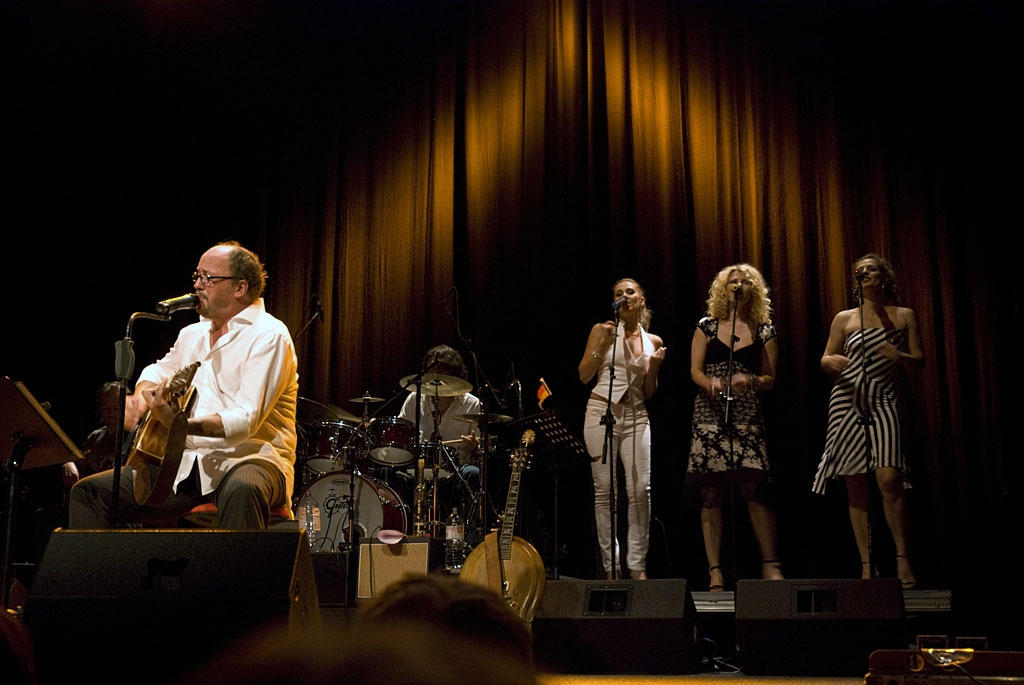
Sing Dein Ding (2008)

Mit seinem Projekt Sing dein Ding stieg er erstmals 2006 als Sänger und Parodist von Pop- und Rocksongs auf die Bühne. Dieses Programm wurde vom RBB aufgezeichnet. Einen besonderen Auftritt hatte die Band im August 2011 in der JVA Castrop-Rauxel vor Insassen und Besuchern der JVA mit dem Programm Jailhouse Rock. Seine aktuellen Bandmitglieder sind Buzz Dee Baur, Carsten Klick, Chris Erbse, Ingo York und Michael Lehrmann. Seinem Heimatverein VfL Bochum widmete er im Sommer 2009 mit der CD Power im Revier vier Fußball-Hymnen. Zum 20-jährigen Mauerfall-Jubiläum 2009 coverte der Wahl-Berliner den Song Berlin, Berlin – Dein Herz kennt keine Mauern und produzierte dafür sein erstes Musikvideo.

### Kolumnist
Als Kolumnist war Olm für den Playboy und die FHM beschäftigt und ist mit satirischen Beiträgen für die Rubrik „Abpfiff“ der Sportzeitschrift Kicker tätig.

### Synchronisation
Als Synchronstimme trat Olm als Madame Gasket  in Robots, Professor Snork in Felix 2 – Der Hase und die verflixte Zeitmaschine und als Oma Pucket in Die Rotkäppchen-Verschwörung auf. In der Hörbuchreihe Wickie und die starken Männer sprach er 2009 die Rolle des Ulme bzw. als Aladin in der Hörbuchproduktion Wupp – Die Dimensionsjäger. Im interaktiven Hörbuch Perry Rhodan Tamer lieh Hans Werner Olm „Spider“ seine Stimme.

## Auszeichnungen

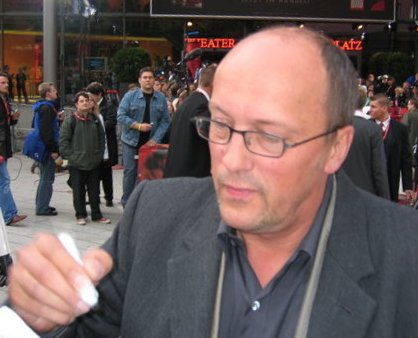
Hans Werner Olm (2005)

- Hans Werner Olm (2005) 2004: Deutscher Comedypreis – Beste Comedy-Show für "OLM!"
- 2005: Deutscher Comedypreis – für die Rolle des Spliss in der Komödie 7 Zwerge – Männer allein im Wald
- 2006: Zeck – Kabarettpreis, Musikpreis Sound – Zeck
- 2011: Das große Kleinkunstfestival Berlin-Preis

## Werk

### Programme
- 1992: „Der macht die Gefühle“
- 1993–1994: „Ein Irrer ist menschlich“
- 1995: „Schön, Reich & Sexy“
- 1996: „Nix für Weibsbilder“
- 1997–1998: „Genie trifft Wahnsinn“
- 1999: „Rundgelutscht“
- 2000–2001: „Alle in Behandlung“
- 2002: „Ich weiß“
- 2003: „Ich freu mich so“
- 2004: „Große Momente“
- 2005–2006: „Mich hab’ ich kommen sehen“
- 2007: „Eine Laune der Natur“
- 2008: „Show must go Olm“
- 2009: „Der Olm Knall“
- 2010: „Vorspiel – Wühlmäuse Special“
- 2010–2011: „VOLLgas im LEERlauf“
- 2012: „Mir nach, ich folge!“
- 2013–2014: „Kuschelkurs“
- 2016: „Ein Pullover voll Frau“ (als Luise Koschinsky)

### Tonträger
- Luise & Band (2008) 1976: Die Shit-Parade, Single

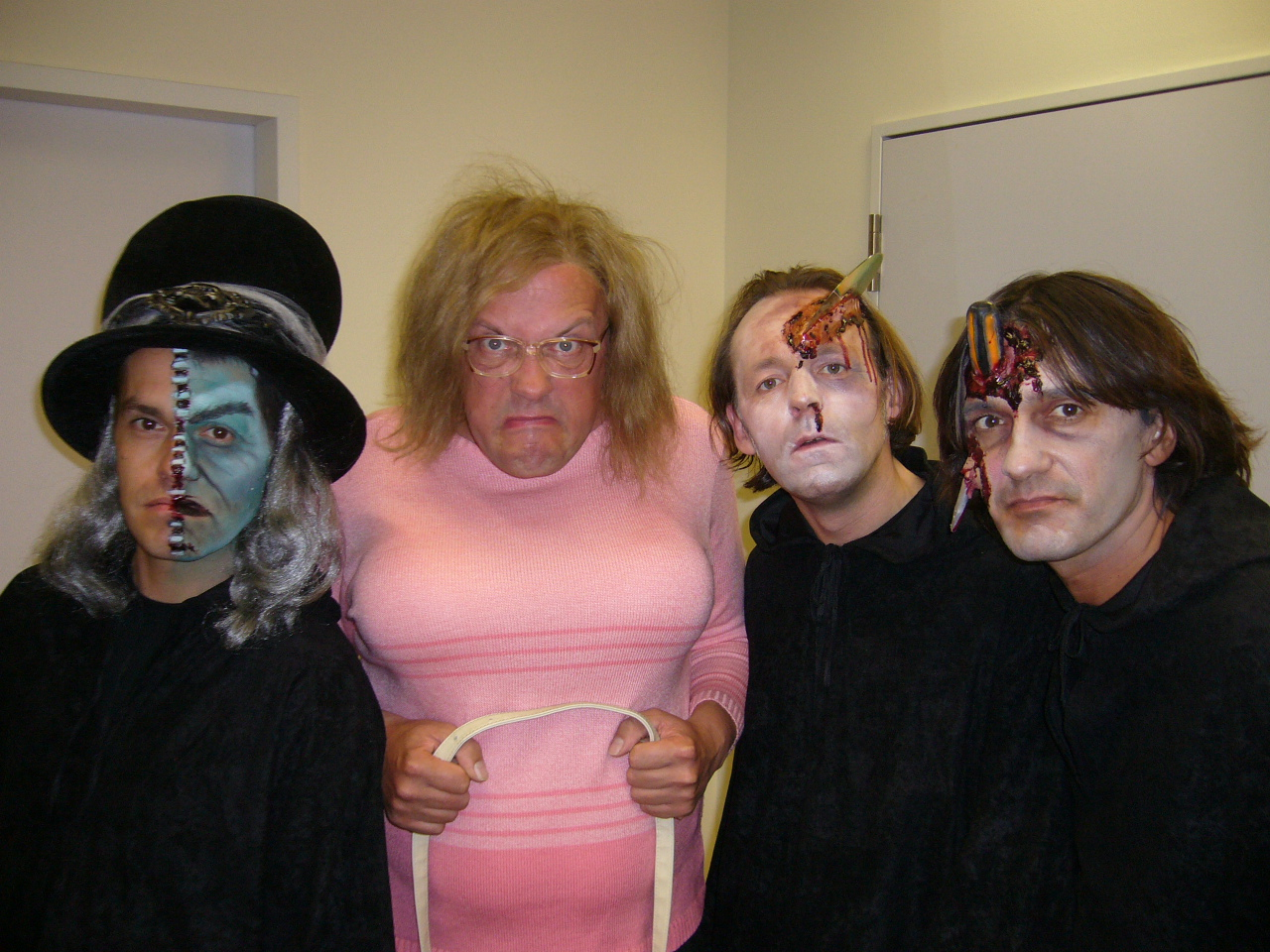
Luise & Band (2008)

- 1976: 50 Tricks die Liebste loszuwerden, Single (Gebrüder Blattschuß)
- 1979: Sonntach im Revier, Single
- 1979: Olm's Talentschuppen, LP
- 1981: Olms Liedermacher auf 45, Single
- 1987: Die Weihnachtsreise (Weihnachtslieder – Parodien)
- 1988: Sommer in Berlin (Remix 1997), Single
- 1993: Wat geht ab?, Single
- 1995: Fuchs, Du hast die Gans gestohlen, Single (Techno-Persiflage)
- 1995: The Best of Hans-Werner Olm
- 1997: Herrengedeck
- 1999: Rundgelutscht – durchs pralle Leben
- 2002: Olm Live!
- 2003: In liebe Luise
- 2008: Show must go Olm & Luises Trullatrill, Live-CD
- 2009: Power im Revier – 4 Songs für den VfL Bochum 1848
- 2009: Hans Werner Olm & Die Gropiuslerchen – Berlin, Berlin (Mauerfall-Jubiläumsversion)
- 2011 Pränki + Schwatten (Frühstyxradio)

### DVD
- 1995: Ein Irrer ist menschlich
- 1997: Genie trifft Wahnsinn
- 2002: Olm Power
- 2008: Best of Olm Unterwegs

### Filmografie
- 1983: Sunshine Reggae auf Ibiza
- 1984: Zwei Nasen tanken Super
- 1988: Der Sommer des Falken
- 1992: Arend Aghtes in Wunderjahre
- 1998: Schrott – Die Atzenposse
- 1998: Adelheid und ihre Mörder – Leiche vom Dienst
- 2003: Familie Heinz Becker (Gastauftritt)
- 2004: 7 Zwerge – Männer allein im Wald
- 2006: 7 Zwerge – Der Wald ist nicht genug
- 2010: MCKimme – Vertrauen ist gut. Schnüffeln ist besser
- 2016: Radio Heimat
- 2016: Heldt – Bochum singen und sterben
- 2018–2020: Mord mit Ansage (Gastauftritte)